# Campoplex gracillimus
Campoplex gracillimus là một loài tò vò trong họ Ichneumonidae.